# Csobánc
Csobánc är en kulle i Ungern.   Den ligger i provinsen Veszprém, i den västra delen av landet, 140 km sydväst om huvudstaden Budapest. Toppen på Csobánc är 335 meter över havet.
Terrängen runt Csobánc är platt åt sydväst, men åt nordost är den kuperad. Runt Csobánc är det ganska glesbefolkat, med 26 invånare per kvadratkilometer. Närmaste större samhälle är Tapolca, 4,8 km väster om Csobánc. Omgivningarna runt Csobánc är en mosaik av jordbruksmark och naturlig växtlighet.